# Atmosphère de Jupiter
Pour les articles homonymes, voir Atmosphère.
L’atmosphère de Jupiter est la plus importante des atmosphères des planètes du système solaire. Elle est composée principalement de dihydrogène et d'hélium ; les autres composants chimiques sont présents seulement en petite quantité, dont le méthane, l'ammoniac, le sulfure d'hydrogène et l'eau. Ce dernier composant n'a pas été observé directement mais il se trouverait dans les profondeurs de l'atmosphère. Il y a environ trois fois plus d'oxygène, d'azote, de soufre et de gaz nobles dans l'atmosphère jovienne que dans le Soleil.
L'atmosphère de Jupiter se caractérise par l'absence de limite inférieure précise et se mélange graduellement aux fluides intérieurs de la planète. De bas en haut, les couches atmosphériques sont la troposphère, la stratosphère, la thermosphère et l'exosphère. Chaque couche a un gradient thermique caractéristique. La plus basse, la troposphère, possède un système complexe de nuages et de brumes, comprenant des couches d'ammoniac, de l'hydrosulfure d'ammonium et de l'eau. Les hauts nuages d'ammoniac visibles sur la « surface » de Jupiter sont organisés en une douzaine de bandes parallèles à l'équateur et sont bordés par des courants atmosphériques (des vents) connus sous le nom de courants-jets. Les courants n'ont pas la même couleur : les foncées sont appelés « bandes », tandis que les clairs sont appelées « zones ». Ces zones, qui sont plus froides que les bandes, correspondent à l'air ascendant, tandis que les bandes sont de l'air descendant. La couleur claire des zones serait due à la glace d'ammoniac ; toutefois ce qui donne aux bandes leurs couleurs sombres n'est pas connu. Les origines de cette structure en bandes et en courants ne sont pas très bien connues, bien que deux types de modèles existent. Les shallow models (en français « modèles peu profonds ») considèrent qu'il s'agit d'un phénomène de surface qui recouvre un intérieur stable. Dans les deep models (en français « modèles profonds »), les bandes et les courants sont les manifestations en surface de la circulation intérieure du manteau de Jupiter fait de dihydrogène.
L'atmosphère jovienne présente une grande variété de phénomènes actifs, dont l'instabilité de ses bandes, les vortex (les cyclones et anticyclones), les orages et les éclairs. Les vortex se présentent sous la forme de grandes taches rouges, blanches ou marron. Les deux plus grands sont la Grande tache rouge et Ovale BA, qui est aussi rouge. Ces deux vortex, de même que les autres sont des anticyclones. Les anticyclones plus petits tendent à être blancs. Ces vortex semblent être des structures relativement peu profondes avec une profondeur n'excédant pas les 100 kilomètres. Située dans l'hémisphère sud, la grande tache rouge est le plus grand vortex connu du système solaire. Elle est grande comme trois fois la Terre et existe depuis au moins trois cents ans. L'Ovale BA, au sud de la Grande tache rouge, est un anticyclone mesurant un tiers de la taille de la grande tache rouge ayant pris forme en l'an 2000, à la suite de la fusion de trois petits anticyclones.
Jupiter connait de puissantes tempêtes, toujours accompagnées d'éclairs. Les tempêtes sont le résultat de convection dans l'atmosphère associée à l'évaporation et à la condensation de l'eau. Elles sont le site de forts mouvements ascendants de l'air, qui mènent à la formation de nuages brillants et denses.

## Structure
Dans la littérature scientifique, le niveau où la pression est de 1 bar est considéré comme l'altitude zéro de Jupiter—c'est-à-dire une « surface » de Jupiter.
L'atmosphère de Jupiter se subdivise en quatre couches, qui sont par altitude croissante :
- la plus basse : la troposphère,
- la stratosphère,
- la thermosphère
- et l'exosphère.

Contrairement à l'atmosphère terrestre, Jupiter n'a pas de mésosphère. Jupiter n'a pas non plus de surface solide, et la couche atmosphérique la plus basse, la troposphère, se mélange doucement dans le fluide intérieur de la planète. Ceci est dû au fait que la température et la pression sont bien au-dessus des points critiques de l'hydrogène et de l'hélium, ce qui signifie qu'il n'y a pas de frontière marquée entre les états gazeux et liquide.
Puisque la limite inférieure de l'atmosphère ne peut être définie, le niveau de pression de 10 bars, à une altitude de −90 km avec une température de 340 K, est considéré communément comme la base de la troposphère.
| Altitude | Pression      | Température | Commentaire                                                                  |
| -------- | ------------- | ----------- | ---------------------------------------------------------------------------- |
| −90 km   | 10 bar        | 340 K       | Base conventionnelle de la troposphère                                       |
|          | 3,0 à 7,0 bar |             | Nuages probables de glace d'eau                                              |
|          | 1,5 à 3,0 bar |             | Nuages probables de glace d'hydrosulfure d'ammonium ou de sulfure d'ammonium |
|          | 0,7 à 1,0 bar |             | Nuages visibles de glace d'ammoniac                                          |
| 0 km     | 1 bar         |             | Altitude zéro conventionnelle de Jupiter                                     |
| 50 km    | 0,1 bar       | 110 K       | Altitude approximative de la tropopause                                      |

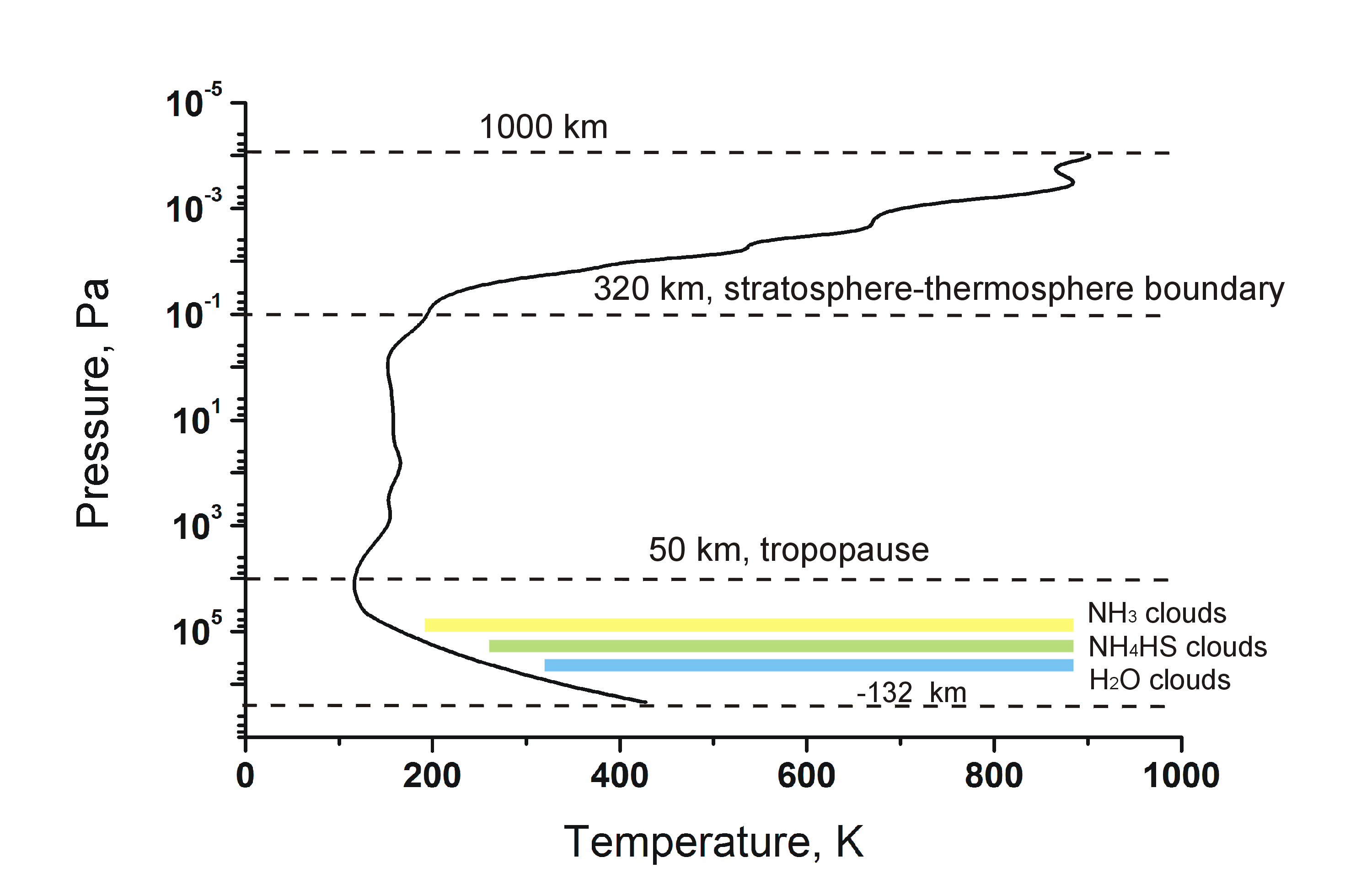
Structure verticale de l'atmosphère de Jupiter. La pression baisse avec l'altitude. Le niveau noté −132 km est la profondeur maximale atteinte par la sonde atmosphérique Galileo.

La variation verticale de température dans l'atmosphère jovienne suit le même comportement que l'atmosphère terrestre (cf. ci-dessous pour des précisions couches par couches).

### Troposphère
La troposphère de Jupiter possède une structure nuageuse complexe. Les nuages visibles, situés dans la région où l'écart de pression va de 0,7 à 1,0 bar, sont faits de glace d'ammoniac. En dessous de ces nuages de glace d'ammoniac, des nuages composés d'hydrosulfure d'ammonium ou de sulfure d'ammonium (entre 1,5–3 bar) et d'eau (3–7 bar) existent probablement,. Il n'y a pas de nuages de méthane car la température est trop élevée pour qu'il se condense. Les nuages de vapeur d'eau constituent la couche nuageuse la plus dense et ont une influence importante sur les dynamiques régissant l'atmosphère. C'est une conséquence de l'énergie de condensation de l'eau et de l'abondance de cette dernière par rapport à l'ammoniac et au sulfure d'hydrogène (l'oxygène est plus abondant que l'azote et le soufre). Plusieurs couches brumeuses troposphériques (à 0,2 bar) et stratosphériques (à 10 mbar) se trouvent sous les couches principales de nuages. La dernière est composée d'hydrocarbure aromatique polycyclique ou d'hydrazine fortement condensé, qui sont générés dans la haute stratosphère (1–100 μbar) à partir du méthane sous l'influence de radiations solaires ultraviolettes (UV).
La température de la troposphère diminue avec l'altitude jusqu'à la tropopause, qui est la frontière entre la troposphère et la stratosphère. Sur Jupiter, la tropopause se trouve approximativement 50 km au-dessus des nuages visibles, où la pression et la température sont de 0,1 bar et 110 K.

### Stratosphère
Dans la stratosphère, l'abondance relative du méthane par rapport au dihydrogène est de 10−4 , tandis que l'abondance des autres hydrocarbures légers, comme l'éthane et l'acétylène, par rapport au dihydrogène est de 10−6 .
Dans la stratosphère, la température s'élève à 200 K à la transition avec la thermosphère, à une altitude et pression d'environ 320 km et 1 μbar.

### Thermosphère

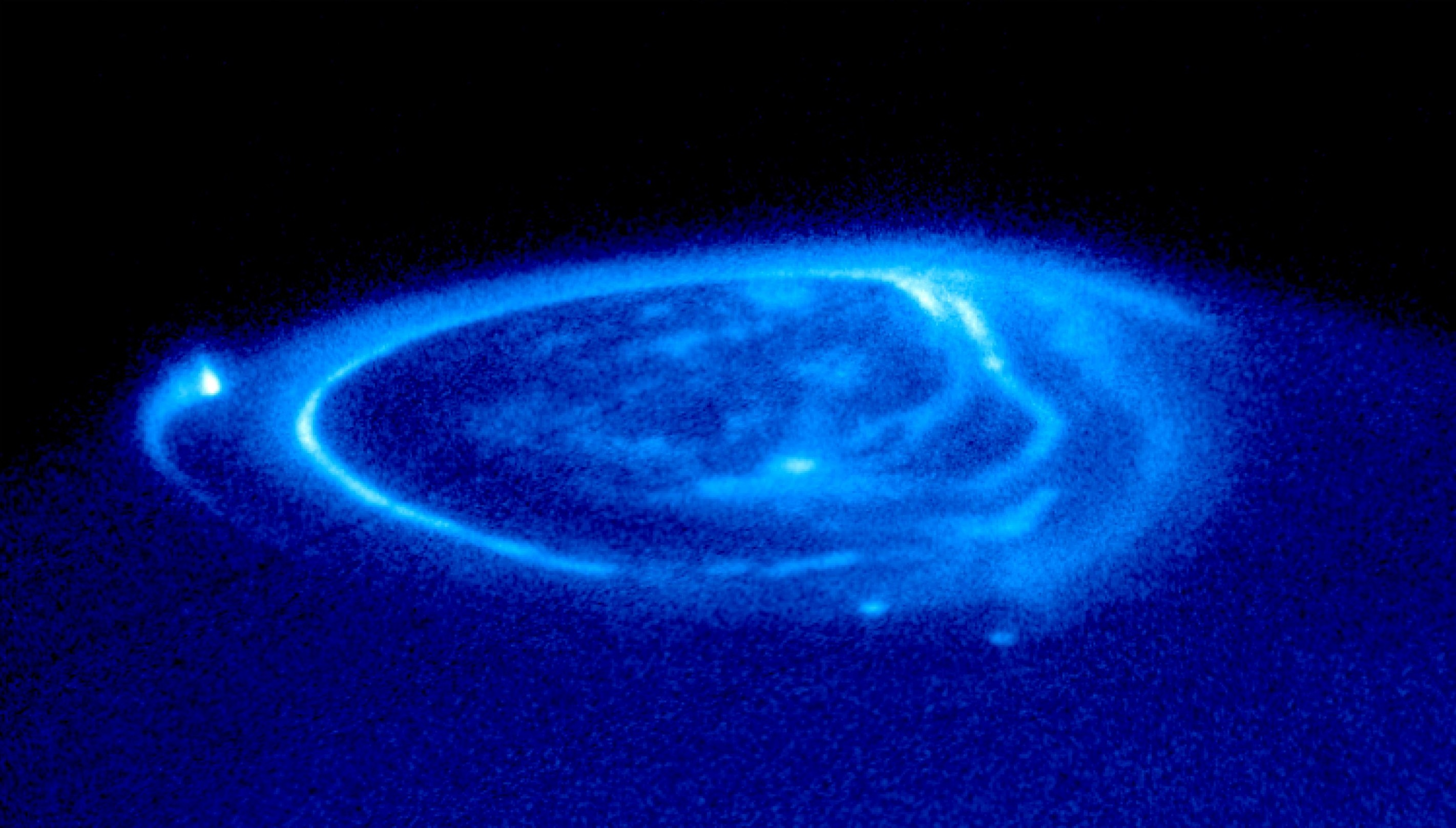
Aurore polaire vu par le télescope spatial Hubble en ultraviolet.

La thermosphère de Jupiter se trouve à une pression inférieure à 1 μbar et présente des phénomènes de lumière du ciel nocturne, des aurores polaires et des émissions de rayon X. Au sein de celle-ci se trouvent les couches où la densité d'électrons et d'ions augmente et forme l'ionosphère. Les hautes températures de la thermosphère (800–1000 K) n'ont pas encore été expliquées; les modèles existants ne les prédisaient pas plus hautes que 400 K. Ceci peut être causé par l'absorption de haut niveau de radiations solaires (UV ou rayons X), en chauffant les particules chargées de la magnétosphère jovienne, ou par dissipation des ondes de gravité vers le haut. La thermosphère et l'exosphère, aux pôles et aux basses, émettent des rayons X, qui furent observés pour la première fois par l'Einstein Observatory en 1983. Les particules énergétiques venant de la magnétosphère de Jupiter créent des aurores brillantes, qui entourent les pôles. Contrairement à leurs analogues terrestres, qui apparaissent seulement lors d'orages magnétiques, les aurores joviennes sont des éléments permanents de l'atmosphère de la planète. La thermosphère de Jupiter a été le premier lieu hors de la Terre où des cations de trihydrogène (H3+) ont été découverts. Cet ion produit de fortes émissions au milieu de la partie infrarouge du spectre lumineux, dans les longueurs d'onde comprises entre 3 et 5 μm, et est l'élément principal qui diminue la température de la thermosphère.
Dans la thermosphère, la température augmente avec l'altitude atteignant jusqu'à 1000 K à près de 1 000 km (la pression y est de 1 nbar).

### Exosphère
Comme avec la Terre, la couche atmosphérique supérieure, l'exosphère, n'a pas de limite supérieure bien définie. La densité décroit lentement jusqu'au milieu interplanétaire approximativement 5 000 km au-dessus de la « surface ».

## Composition
La composition de l'atmosphère de Jupiter est semblable à la composition de la planète comme un tout. L'atmosphère jovienne est la mieux connue de celles des géantes gazeuses, parce qu'elle a été directement observée par la sonde atmosphérique Galileo quand celle-ci est entrée dans l'atmosphère de la planète, le 7 décembre 1995. Les autres sources d'information sur la composition atmosphérique de Jupiter sont l’Infrared Space Observatory (ISO), les orbiteurs Galileo et Cassini, et les observations à partir de la Terre.
Les deux constituants principaux de l'atmosphère jovienne sont le dihydrogène (H2) et l'hélium. L'abondance de l'hélium est de 0,157 ± 0,0036 relativement au dihydrogène par nombre de molécules, et son pourcentage massique est de 0,234 ± 0,005, ce qui est légèrement inférieur à la valeur primordiale du système solaire. La raison de cette sous-abondance n'est pas comprise, mais, étant plus dense que l'hydrogène, un peu d'hélium peut s'être condensé dans le cœur de Jupiter. L'atmosphère contient plusieurs composants simples tel que l'eau, le méthane (CH4), le sulfure d'hydrogène (H2S), l'ammoniac (NH3) et la phosphine (PH3). Leur abondance dans la troposphère profonde (en dessous de la zone des 10 bar) implique que l'atmosphère de Jupiter est enrichie en éléments tel que le carbone, l'azote, le soufre et probablement l'oxygène par un facteur de 2–4 comparable à la valeur solaire,. Les gaz nobles que sont l'argon, le krypton et le xénon semblent être relativement enrichis, tandis que le néon est plus rare. Les autres composants chimiques tels que la trihydrure d'arsenic (AsH3) et le germane (GeH4) ne sont présents que sous forme de traces. La haute atmosphère de Jupiter contient de petites quantités d'hydrocarbures tels que l'éthane, l'acétylène, et le diacétylène, qui forme du méthane sous l'influence des ultraviolets solaires et charge les particules venant de la magnétosphère de Jupiter. Le dioxyde de carbone, le monoxyde de carbone et l'eau présents dans la haute atmosphère sont probablement originaires des crashs de comètes sur la planète, telle que la comète Shoemaker-Levy 9. L'eau ne peut pas venir de la troposphère, parce que le froid de la tropopause agit comme un piège, empêchant l'eau de monter dans la stratosphère.
Les mesures effectuées depuis la Terre et les vaisseaux ont permis d'améliorer la connaissance des ratios isotopiques dans l'atmosphère de Jupiter. À partir de juillet 2003, la valeur acceptée pour l'abondance du deutérium est 2,25 ± 0,35 × 10−5, qui représente probablement la valeur primordiale de la nébuleuse solaire qui donna naissance au système solaire. Le ratio d'isotopes d'azote dans l'atmosphère jovienne, 15N à 14N, est de 2,3 × 10−3, un tiers plus bas que celui de l'atmosphère terrestre (3,5 × 10−3).
| Abondance des éléments relativement à l'hydrogène sur Jupiter et le Soleil | Abondance des éléments relativement à l'hydrogène sur Jupiter et le Soleil | Abondance des éléments relativement à l'hydrogène sur Jupiter et le Soleil | Abondance des éléments relativement à l'hydrogène sur Jupiter et le Soleil |
| -------------------------------------------------------------------------- | -------------------------------------------------------------------------- | -------------------------------------------------------------------------- | -------------------------------------------------------------------------- |
| Élément                                                                    | Soleil                                                                     | Jupiter/Soleil                                                             |                                                                            |
| He/H                                                                       | 0,0975                                                                     | 0,807 ± 0,02                                                               |                                                                            |
| Ne/H                                                                       | 1,23 × 10−4                                                                | 0,10 ± 0,01                                                                |                                                                            |
| Ar/H                                                                       | 3,62 × 10−6                                                                | 2,5 ± 0,5                                                                  |                                                                            |
| Kr/H                                                                       | 1,61 × 10−9                                                                | 2,7 ± 0,5                                                                  |                                                                            |
| Xe/H                                                                       | 1,68 × 10−10                                                               | 2,6 ± 0,5                                                                  |                                                                            |
| C/H                                                                        | 3,62 × 10−4                                                                | 2,9 ± 0,5                                                                  |                                                                            |
| N/H                                                                        | 1,12 × 10−4                                                                | 3,6 ± 0,5 (8 bar) 3,2 ± 1,4 (9–12 bar)                                     |                                                                            |
| O/H                                                                        | 8,51 × 10−4                                                                | 0,033 ± 0,015 (12 bar) 0,19–0,58 (19 bar)                                  |                                                                            |
| P/H                                                                        | 3,73 × 10−7                                                                | 0,82                                                                       |                                                                            |
| S/H                                                                        | 1,62 × 10−45                                                               | 2,5 ± 0,15                                                                 |                                                                            |

| Ratio isotopique sur Jupiter et le Soleil | Ratio isotopique sur Jupiter et le Soleil | Ratio isotopique sur Jupiter et le Soleil | Ratio isotopique sur Jupiter et le Soleil |
| ----------------------------------------- | ----------------------------------------- | ----------------------------------------- | ----------------------------------------- |
| Ratio                                     | Soleil                                    | Jupiter                                   |                                           |
| 13C/12C                                   | 0,11                                      | 0,0108 ± 0,0005                           |                                           |
| 15N/14N                                   | <2,8 × 10−3                               | 2,3 ± 0,3 × 10−3 (0,08–2,8 bar)           |                                           |
| 36Ar/38Ar                                 | 5,77 ± 0,08                               | 5,6 ± 0,25                                |                                           |
| 20Ne/22Ne                                 | 13,81 ± 0,08                              | 13 ± 2                                    |                                           |
| 3He/4He                                   | 1,5 ± 0,3 × 10−4                          | 1,66 ± 0,05 × 10−4                        |                                           |
| D/H                                       | 3,0 ± 0,17 × 10−5                         | 2,25 ± 0,35 × 10−5                        |                                           |

## Zones, bandes et courants-jets

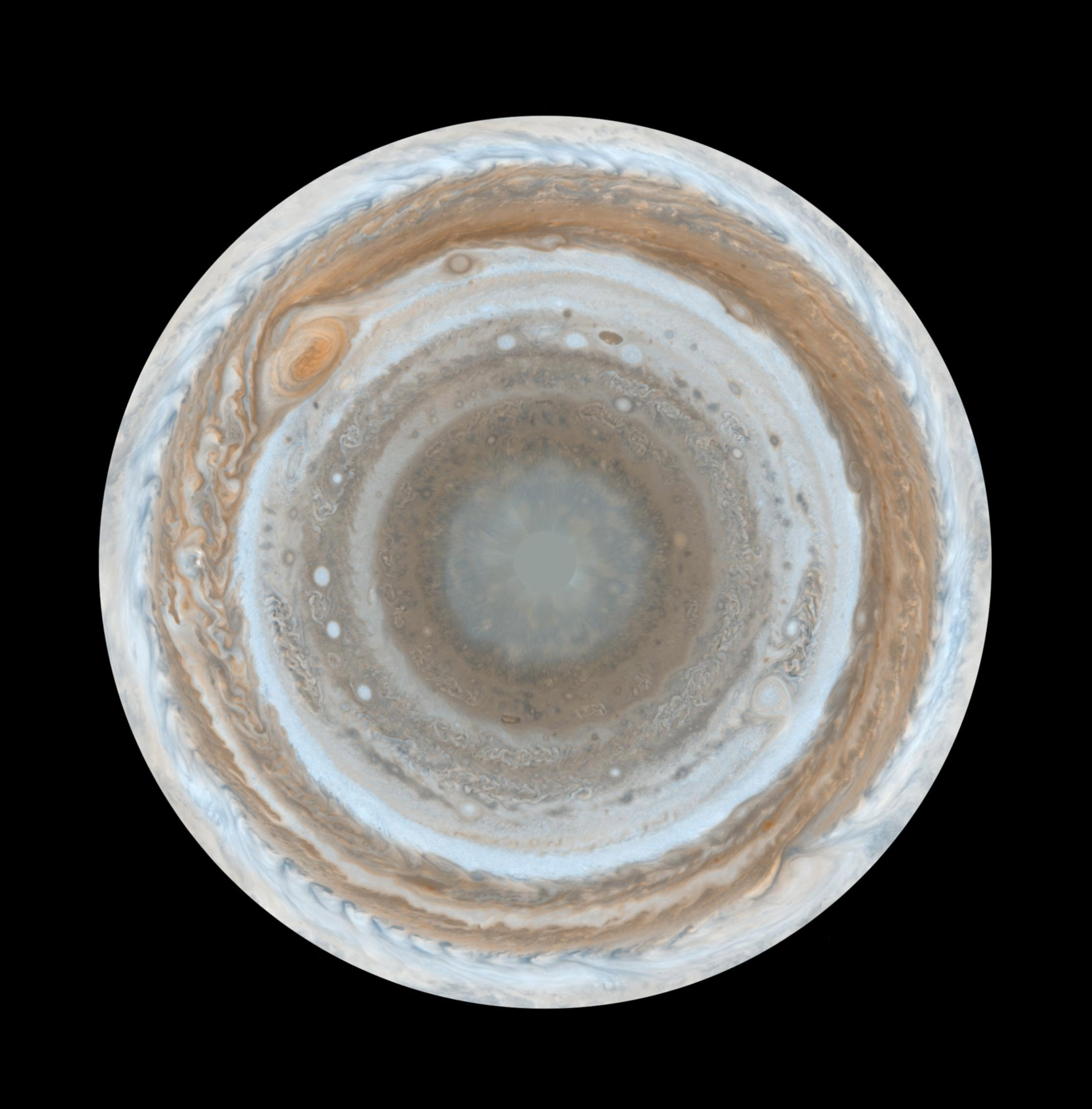
La carte la plus détaillée de Jupiter jamais effectuée; prise par la sonde Cassini

La surface visible de Jupiter se divise en un certain nombre de bandes parallèles à l'équateur. Il en existe deux types : les claires appelées « zones » et les sombres appelées « bandes » (anglais : belts). La zone équatoriale (ZE) s'étend sur les latitudes allant de 7°S à 7°N. En dessus et au-dessous de la zone équatoriale, les bandes équatoriales nord et sud (BEN et BES) s'étendent jusqu'à 18°N et 18°S, respectivement. Plus loin se trouvent les zones tropicales nord et sud (ZTN et ZTS). L'alternance entre bandes et zones continue jusqu'à la région polaire à partir de 50 degrés de latitude, où leur visibilité diminue. La base de la structure bande/zone s'étend probablement plus loin vers les pôles, atteignant au moins 80° nord et sud.
La différence d'apparence entre zone et bande est due à l'opacité des nuages. La concentration d'ammoniac est plus importante dans les « zones », ce qui entraine l'apparition de nuages plus denses de glace d'ammoniac en haute altitude, ce qui entraine à son tour leur couleur plus claire. D'autre part, les nuages des « bandes » sont plus fins et se trouvent à plus basse altitude. La haute troposphère est plus froide dans les « zones » et plus chaude dans les « bandes ». La nature exacte des composés chimiques qui rendent les « zones » et les « bandes » joviennes colorées est inconnue, mais ils doivent comporter des composés complexes de soufre, de phosphore et de carbone.

### Origine et circulation

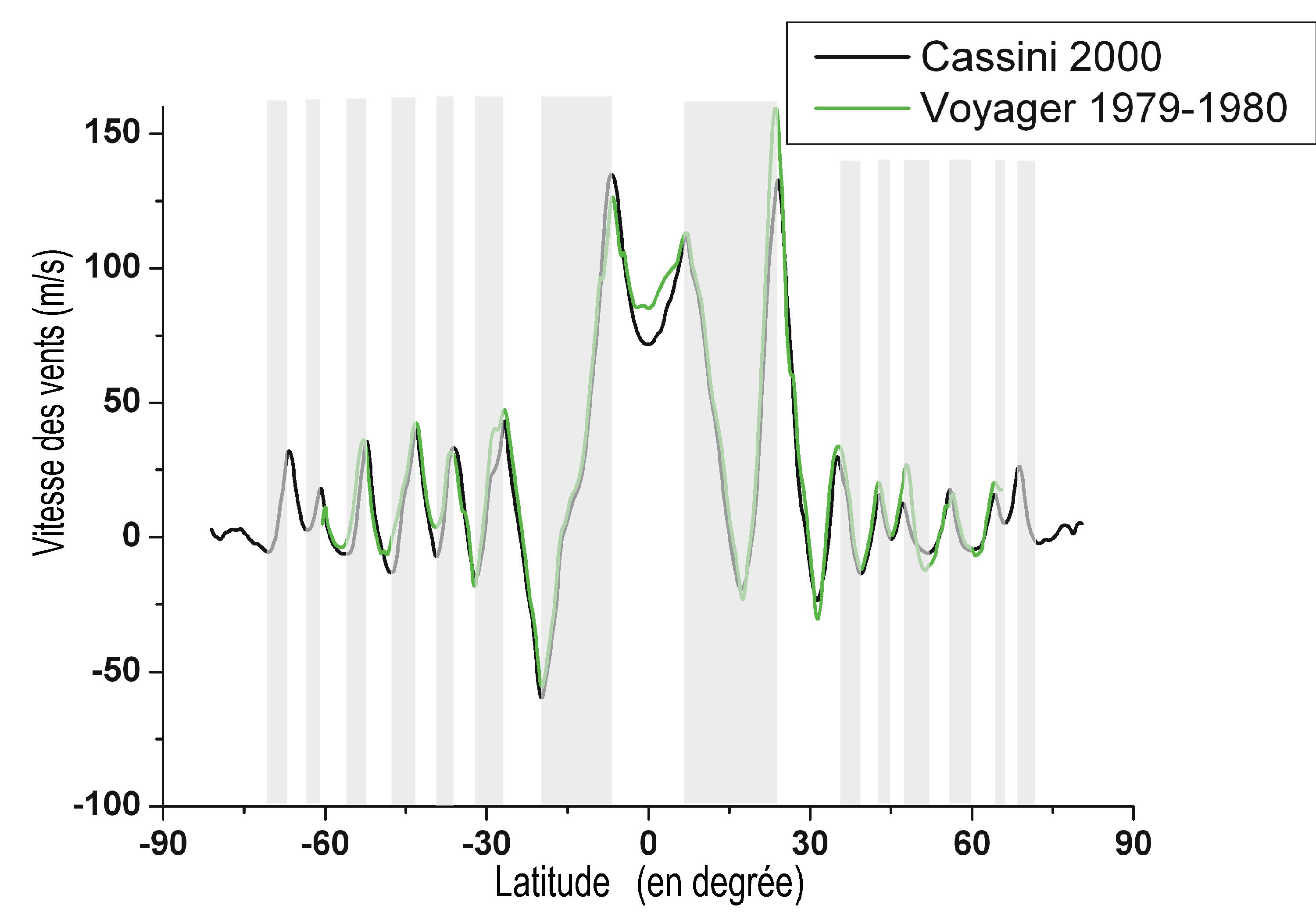
Vitesse des vents dans l'atmosphère de Jupiter

L'origine de la structure en bande de la planète n'est pas claire. L'explication la plus simple consiste à considérer les « zones » comme des régions où l'air entame un processus ascendant, tandis que les « bandes » seraient la manifestation de région où l'air est descendant. Quand l'air enrichi en ammoniac monte dans les « zones », il se dilate et se refroidit, formant des nuages à la fois denses et hauts. Dans les « bandes », toutefois, l'air descend, se chauffant adiabatiquement, et les nuages blancs d'ammoniac s'évaporent, révélant les nuages sombres des profondeurs. La localisation et la longueur des régions, la vitesse et la localisation des courants-jets sont remarquablement stables sur Jupiter, ayant rarement changé entre 1980 et 2000. Un exemple de changement est la lente diminution de la vitesse du courant-jet qui se trouve à la frontière entre la Zone Tropicale Nord et la Bande Tempérée Nord à 23°N,. Toutefois les bandes varient en intensité et en coloration dans le temps.
Les bandes joviennes ont pour limites des écoulements atmosphériques zonaux (des vents) appelés courants-jets. Les courants-jets qui se dirigent vers l'ouest, rétrogrades, se trouvent dans la zone de transition de « zones » vers « bandes » (s'éloignant de l'équateur), tandis que les courants-jets allant vers l'est, progrades, marquent la transition de « bandes » vers « zones ». De tels modèles signifient que la vitesse de ces vents diminue dans les « bandes » et augmente dans les « zones » de l'équateur au pôle. Donc, le cisaillement des « bandes » est cyclonique, tandis que dans les « zones » il est anticyclonique. La zone équatoriale est une exception à la règle, présentant un courant prograde et présentant une vitesse des vents minimale exactement au niveau de l'équateur. La vitesse des vents est élevée sur Jupiter, atteignant les 100 m/s. Les courants-jets progrades sont généralement plus puissants que les courants-jets rétrogrades.

### Régions

Les zones et bandes de Jupiter. La zone équatoriale est visible au centre environnée par deux bandes équatoriales (BEN et BES). La Grande tache rouge se trouve à la limite sud de la BES. Cette animation représente 24 jours joviens, soit environ 10 jours terrestres. Le mouvement est 600000 fois plus rapide que dans la réalité.

Les zones et bandes qui divisent l'atmosphère de Jupiter ont leurs propres noms et des caractéristiques uniques. Elles commencent en dessous des Régions polaires nord et sud. Des bandes et des zones intermédiaires peuvent exister mais sont difficiles à observer depuis la Terre. La Région tempérée sud sud et la région tempérée nord nord sont ainsi difficiles à discerner sans appareils spéciaux.

#### Région tempérée nord nord
La Région tempérée nord nord montre rarement plus de détails que les régions polaires, à cause de l'assombrissement centre-bord, la réduction, et le caractère diffus des éléments. La Bande tempérée nord nord est la bande la plus distincte au nord de la planète, bien qu'elle disparaisse occasionnellement. Les perturbations tendent à être mineures et de courtes durées. La Zone tempérée nord nord est peut-être plus facile à voir. D'autres bandes et zones mineures sont occasionnellement observées dans la région.

#### Région tempérée nord
La Région tempérée nord est une région latitudinale facilement observable depuis la Terre, et, a ainsi un record d'observation. Elle comporte aussi le plus puissant des courants-jets progrades de la planète —un courant qui forme la frontière sud de la Bande tempérée nord (BTN). Le BTN s'efface approximativement une fois par décennie (ce fut le cas lors de la rencontre de Voyager), faisant que la Zone tempérée nord (ZTN) se mêle apparemment à la Zone tropicale du Nord (ZTropN). D'autres fois, la ZTN est divisée par une bande étroite en deux éléments nord et sud.

#### Région tropicale nord
La région tropicale nord est composée de la Zone tropicale nord (ZTropN) et de la Bande équatoriale nord (BEN). La ZTropN a généralement une coloration stable, ne changeant de teinte qu'en rapport avec l'activité du courant de la Bande tropicale nord (BTN). Comme la Zone tropicale nord, elle est parfois divisée en deux bandes étroites, la Bande tropicale nord (BTropN). En de rares occasions, le sud de la ZTropN accueille des « Petites taches rouges ». Comme le nom le suggère, celles-ci sont les équivalents au nord de la Grande tache rouge. Mais contrairement à cette dernière, elles tendent à apparaître par paires et disparaissent rapidement (un an de vie en moyenne).

#### Bande équatoriale nord (BEN)
La BEN est l'une des bandes les plus actives de la planète. Elle est caractérisée par des ovales blancs anticycloniques et des ovales marron cycloniques; comme dans la ZTropN, la plupart de ces caractéristiques ont une courte durée de vie. Comme la Bande équatoriale sud, la BEN s'est parfois très effacée avant de « réapparaitre ». Ces changements se produisent environ tous les 25 ans.

#### Zone équatoriale (ZE)
La Zone équatoriale est l'une des régions les plus stables de la planète, en latitude et en activité. La bordure nord de la ZE présente des convections qui s'étirent vers le sud-ouest à partir de la BEN, et qui sont bordées par des points chauds sombres (en infrarouge). Quoique la frontière du sud de la ZE soit habituellement tranquille, des observations de la fin du XIXe siècle et du début du XXe siècle montrent que cette partie a changé complètement par rapport à aujourd'hui. La ZE varie considérablement en coloration, de pâle à un ocre, ou même une nuance cuivreuse; elle est localement divisée par une Bande équatoriale (BE). Les éléments présents dans la ZE se déplacent à une vitesse de 390 km/h,.

#### Région tropicale sud
La région tropicale sud inclut la Bande équatoriale sud (BES) et la Zone tropicale sud (ZtropS). C'est la région la plus active de la planète, puisqu'elle possède le courant-jet rétrograde le plus puissant. La BES est habituellement la ceinture la plus large et la plus sombre de Jupiter; toutefois, elle est parfois divisée par une zone (la Zone Bande équatoriale sud), et peut disparaitre durant un de ses cycles. L'observation récente de la bande recense une disparition de cette dernière de 1973 à 1975, 1989 à 1990, 1993, 2007 (disparition partielle) et 2010,.
Une autre caractéristique de la BES est une longue trainée de perturbations cycloniques après la Grande tache rouge. Similaire à la ZtropN, la ZtropS est l'une des zones les plus importantes de la planète; pas seulement parce qu'elle contient la Grande tache rouge, mais aussi parce qu'elle accueille occasionnellement une perturbation tropicale sud, une division de la zone qui se maintient longtemps; la plus connue ayant duré de 1901 à 1939.

#### Région tempérée sud
La région tempérée sud est composée de la Zone tempérée sud (ZTS) et de la Bande tempérée sud (BTS). La BTS est une bande sombre et importante, plus que la BTN ; jusqu'à mars 2000, sa caractéristique la plus connue était les ovales BC, DE, et FA, qui ont fusionné pour former l'ovale BA. En fait, les ovales faisaient partie de la Zone tempérée sud, mais ils se sont étendus dans la BTS, la bloquant partiellement. La BTS a occasionnellement commencé à disparaitre, apparemment à cause des interactions complexes entre les ovales blancs et la Grande tache rouge. L'apparition de la ZTS—dans laquelle les ovales blancs sont nés—est hautement variable.

## Dynamique
La dynamique conférant à l'atmosphère de Jupiter une telle circulation atmosphérique est différente de celle de la Terre. L'intérieur de Jupiter est liquide et ne présente pas de surface solide. Donc, le phénomène de convection peut se produire partout dans l'enveloppe moléculaire extérieure de la planète. Aucune théorie extensive de la dynamique régissant l'atmosphère jovienne n'a été développée à ce jour. Une telle théorie a besoin d'expliquer les faits suivants: l'existence de bandes étroites stables et de courants-jets qui sont parallèle à l'équateur de Jupiter, le puissant courant-jet prograde de l'équateur de la planète, la différence entre « zones » et « bandes », et l'origine des grands vortex tels que la Grande tache rouge.
Les théories concernant les dynamiques de l'atmosphère jovienne peuvent être divisées en deux classes: le shallow (anglais pour « peu profond ») et le deep (anglais pour « profond »). Le premier considère que la circulation observée est confinée à la couche extérieure (temps) de la planète, et qu'elle cache un intérieur stable. La dernière postule que les courants atmosphériques observés ne sont que les manifestations de surface d'une circulation profondément enracinée dans l'enveloppe moléculaire extérieure de Jupiter. Puisque les deux théories ne peuvent tout expliquer, certains scientifiques considèrent que la bonne théorie inclurait des éléments des deux modèles.

### «Shallow models»
Les premières tentatives visant à expliquer la dynamique de l'atmosphère jovienne datent des années 1960,. Ces explications étaient fondées sur la météorologie terrestre, qui était déjà développée à l'époque. Ces shallow models (mots-à-mots ; « modèles peu profonds ») considéraient que les courants-jets sur Jupiter étaient déterminés par des turbulences de petite échelle, qui sont entretenus par la convection dans la couche extérieure de l'atmosphère (au-dessus des nuages composés d'eau),. La convection est, ici, un phénomène lié à la condensation et à l'évaporation de l'eau et est l'un des moteurs principaux du temps terrestre. La production des courants-jets dans ce modèle est liée aux turbulences bidimensionnelles—la cascade inversée, dans laquelle de petits vortex fusionnent pour en former un plus grand. La taille finie de la planète signifie que ces cascades ne peuvent produire des structures dépassant une certaine échelle, qui, pour Jupiter, est appelée l'échelle Rhines. Son existence est liée à la production d'ondes de Rossby. Le processus est le suivant : quand la turbulence atteint une certaine taille, l'énergie commence à s'écouler dans une onde de Rossby au lieu de former une structure plus grande, et la cascade inversée s'arrête.
Bien que ces modèles de couches météorologiques peuvent expliquer avec succès l'existence d'une douzaine de courants-jets étroits, ils posent des problèmes sérieux. Un des échecs évidents du modèle est le courant-jet prograde équatorial (la super-rotation): avec quelques rares exceptions les shallow models produisent un fort courant-jet rétrograde (la sous-rotation), contrairement aux observations. De plus, les courants tendent à être instables et à disparaitre avec le temps. Les shallow models ne peuvent expliquer comment les flux atmosphériques observés sur Jupiter violent des critères de stabilité. Des versions à plusieurs couches plus élaborées produisent une circulation plus stable, mais beaucoup de problèmes persistent. En attendant, les données recueillies par la sonde Galileo ont permis de constater que les vents sur Jupiter s'étendent bien au-dessous des nuages composés d'eau à 5–7 bar et, qu'elles ne montrent pas de preuve d'affaiblissement en dessous du niveau des 22 bars de pression, ce qui implique que la circulation dans l'atmosphère jovienne peut être profonde.

### «Deep models»
Le deep model (mot à mot : « modèle profond ») a été proposé par Busse en 1976,. Son modèle était basé sur une caractéristique de la mécanique des fluides, le théorème de Taylor-Proudman. Il consiste au fait que, dans n'importe quelle fluide barotrope en rotation rapide, les flux sont organisés en une série de cylindres parallèles à l'axe de rotation. Les conditions nécessaires au théorème sont probablement remplies au sein de l'intérieur jovien fluide. Par conséquent, le manteau de dihydrogène de la planète peut être divisé en un certain nombre de cylindres, chacun ayant une circulation indépendante des autres. Ces latitudes où les frontières extérieures et intérieures des cylindres se coupent sur la surface visible de la planète correspondent aux courants-jets; les cylindres eux-mêmes sont observés comme des zones et des bandes.
Le deep model explique facilement le courant-jet prograde observé à l'équateur de Jupiter; les courants-jet qu'il produit sont stables et n'obéissent pas au critère de stabilité en deux dimensions. Cependant, ce modèle a des difficultés majeures; il produit un très petit nombre de larges courants-jets et les simulations réalistes des flux 3D ne sont pas encore possibles (en 2008), signifiant que les modèles simplifiés utilisés pour justifier la circulation profonde peuvent échouer à présenter les aspects importants de la mécanique des fluides au sein de Jupiter. Un modèle publié en 2004 a reproduit, avec succès, la structure ceinturée des courants joviens. Il partait du principe que le manteau de dihydrogène était plus fin que tous les autres modèles; occupant seulement les 10 % les plus extérieures du rayon de Jupiter. Dans les modèles standard de l’intérieur jovien, le manteau inclut 20–30 % de la partie extérieure de la planète. Le moteur permettant la circulation profonde est un autre problème. En fait, les flux profonds peuvent être causés par des forces peu profondes (la convection, par exemple) ou par une convection profonde et planétaire qui diffuse la chaleur hors de l'intérieur de Jupiter.

## Conditions atmosphériques

### Vortex

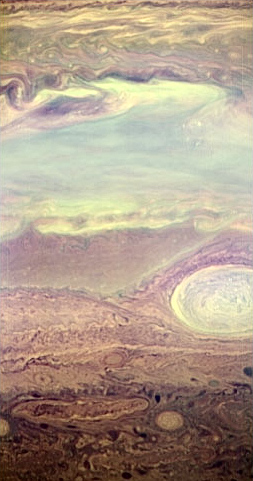
L'atmosphère de Jupiter pris par New Horizons.

L'atmosphère de Jupiter possède plusieurs vortex — des structures circulaires qui, comme dans l'atmosphère terrestre, peuvent être divisées en deux types: cyclones et anticyclones. Les premiers ont le même sens de rotation que la planète (sens anti-horaire dans l'hémisphère nord et sens horaire au sud), tandis que les derniers font l'inverse. Toutefois, une des différences majeures avec l'atmosphère terrestre est que, dans l'atmosphère de Jupiter, les anticyclones dominent par rapport aux cyclones, avec près de 90 % des vortex dont le diamètre est supérieur à 2 000 km qui sont des anticyclones. Cependant, cette comparaison ne tient pas compte du point de vue d'où se fait l'observation : le sens de rotation des systèmes terrestres est noté à partir des nuages de la basse de l'atmosphère alors que la circulation de Jupiter est vue depuis le sommet de celle-ci. Les anticyclones peuvent très bien surmonter des dépressions thermiques dans la masse du nuage de Jupiter dans une atmosphère qui ne laisse voir que les mouvements des condensats à son sommet.
La durée de vie des vortex varie de plusieurs années à plusieurs centaines d'années suivant leur taille. Par exemple, la durée de vie moyenne des anticyclones dont le diamètre est compris entre 1 000 et 6 000 km est de 1 à 3 ans. Les vortex n'ont jamais été observés dans la région équatoriale de Jupiter (entre les 10° de latitude), où ils sont instables. Comme sur toutes les planètes où la rotation est rapide, les anticylclones de Jupiter sont des centres de hautes pressions, tandis que les cyclones sont des centres de basses pressions.
Les anticyclones de l'atmosphère de Jupiter sont toujours dans des zones où la vitesse des vents augmente de l'équateur vers les pôles. Ils sont souvent brillants et ressemblent à des ovales blancs. Ils peuvent se déplacer en longitude mais restent approximativement aux mêmes latitudes puisqu'ils sont incapables d'échapper aux zones. La vitesse des vents, à leur périphérie, est de 100 m/s. Les différents anticyclones d'une même zone tendent à fusionner quand ils se rapprochent. Toutefois, Jupiter a deux anticyclones qui sont quelque peu différents des autres : la Grande tache rouge (GTR) et l'Oval BA; ce dernier s'étant formé en l'an 2000. En opposition aux ovales blancs, ces structures sont de couleurs rouge, fort probablement parce qu'ils draguent des éléments de couleur rouge des profondeurs de la planète.
En opposition aux anticyclones, les cyclones joviens tendent à être de petites structures sombres et irrégulières. Toutefois l'existence de grands cyclones ayant une longue durée de vie a été suggéré. En plus des cyclones, Jupiter présente de grandes traces irrégulières en forme de filament, qui présentent une rotation cyclonique. L'un d'eux se trouve à l'ouest de la GTR (dans sa trainée) dans la Bande équatoriale sud. Ces traces sont appelées régions cycloniques. Les cyclones sont toujours dans les bandes et tendent aussi à fusionner entre eux.
La profondeur des vortex n'est pas connue. Ils sont considérés comme fins, puisque toute épaisseur supérieure à 500 km entrainerait des instabilités. Les grands anticyclones s'étendent seulement à quelques kilomètres en dessous des nuages visibles.

#### Grande tache rouge
La Grande tache rouge (GTR) est un vortex anticyclonique de la limite sud de la Bande équatoriale sud. Elle est relativement stable, et daterait d'au moins 300 ans.
La GTR a un sens de rotation anti-horaire, avec une période de six jours terrestres ou 14 jours joviens. Ses dimensions sont de 24–40 000 km d'est en ouest et de 12–14 000 km du nord au sud. La tache est suffisamment grande pour contenir deux ou trois planètes de la taille de la Terre. Début 2004, la GTR faisait approximativement la moitié de sa longueur longitudinale d'il y a un siècle, quand elle faisait 40 000 km de diamètre. À la vitesse de réduction actuelle, elle deviendra circulaire d'ici 2040.
Des données infrarouges ont montré que la GTR est plus froide (et est donc plus en altitude) que les autres nuages de la planète; le sommet des nuages de la GTR se trouvent à environ 8 km au-dessus des nuages environnants. Les vents sur les bords de la tache atteignent les 120 m/s (430 km/h).

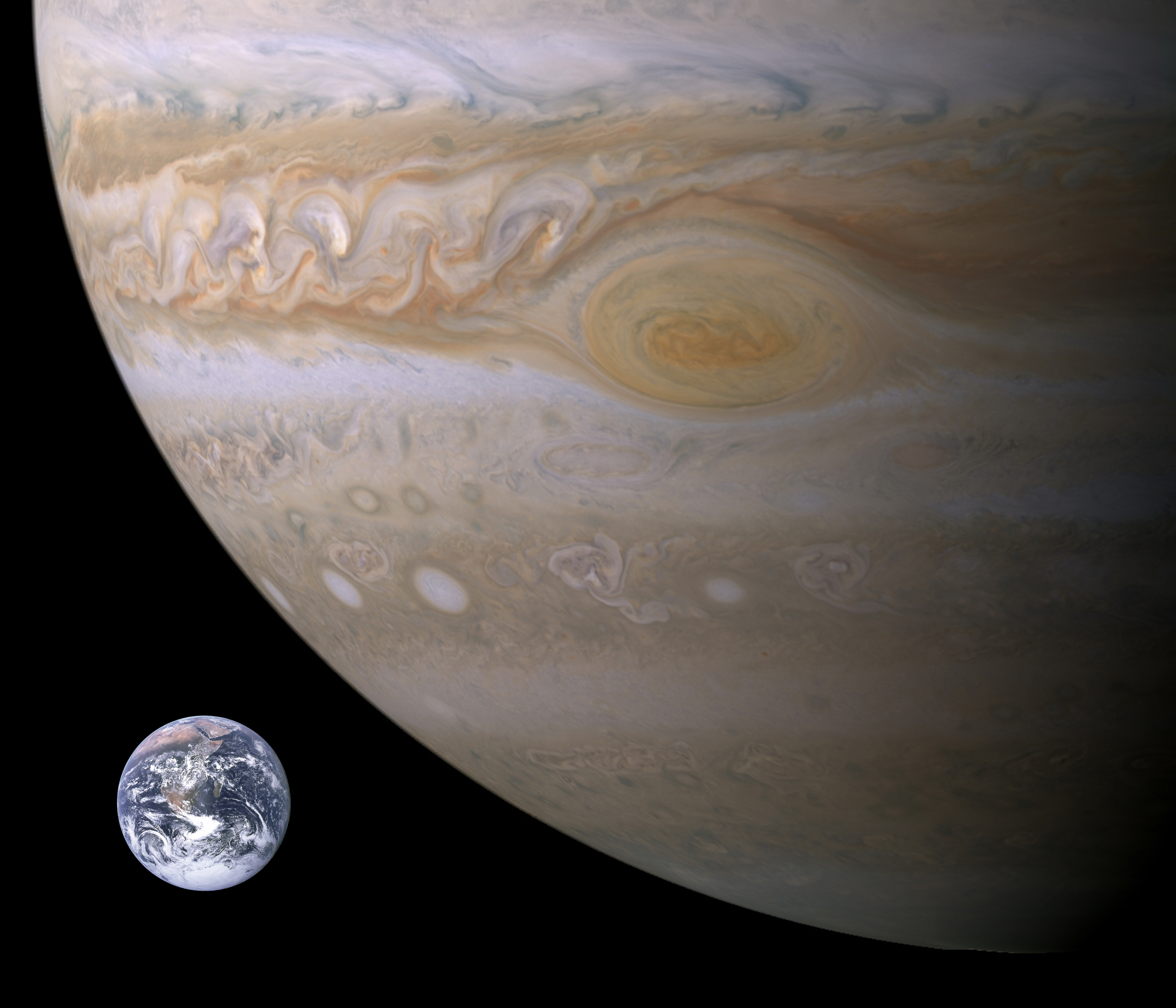
Comparaison approximative de la taille de la Terre et de la GTR.
Une animation de la Grande tache rouge.

#### Ovale BA
L'ovale BA est un orage de couleur rouge situé dans l'hémisphère sud de Jupiter et similaire, bien que plus petit, à la Grande Tache rouge.

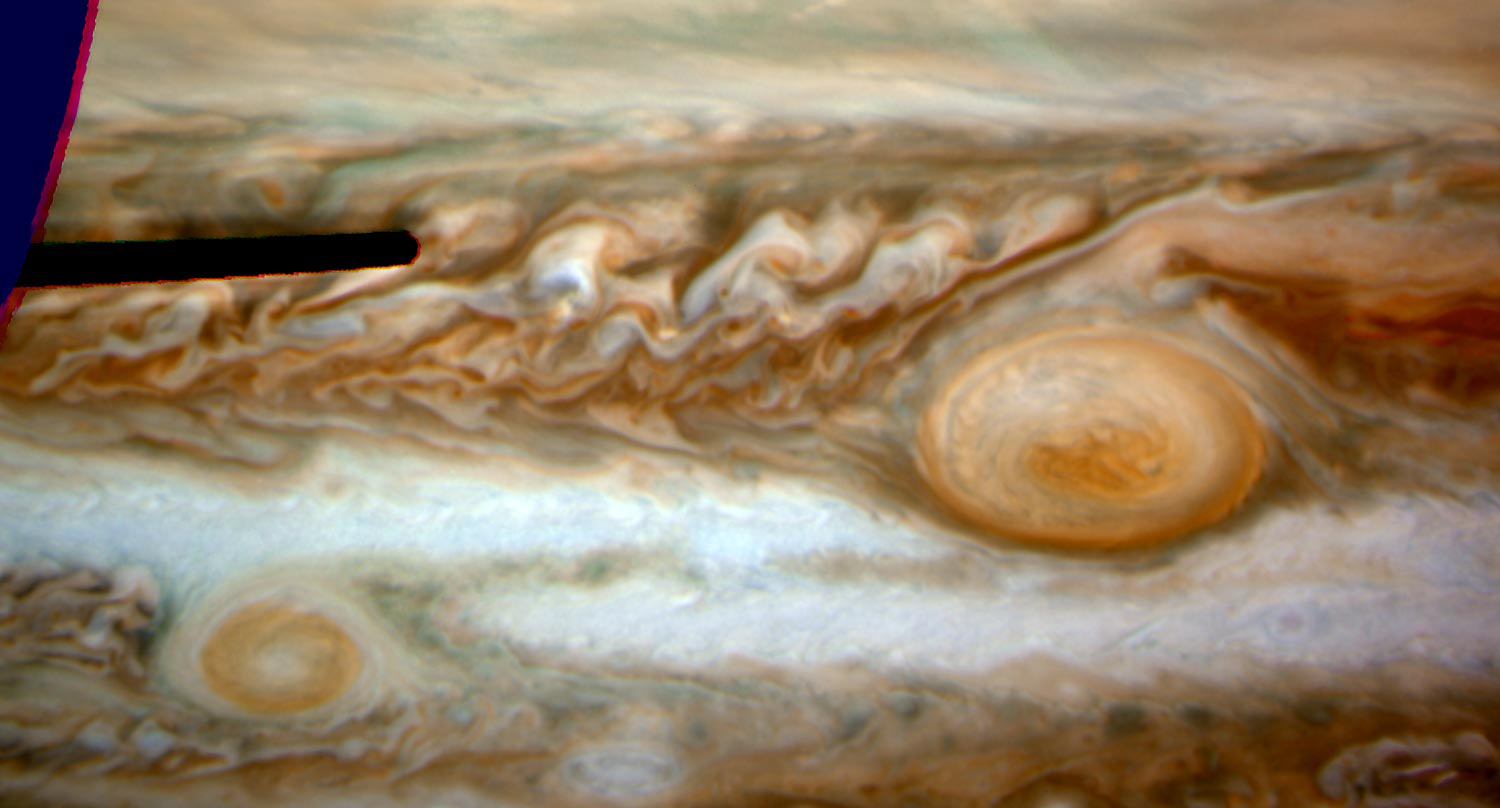
Ovale BA (à gauche).
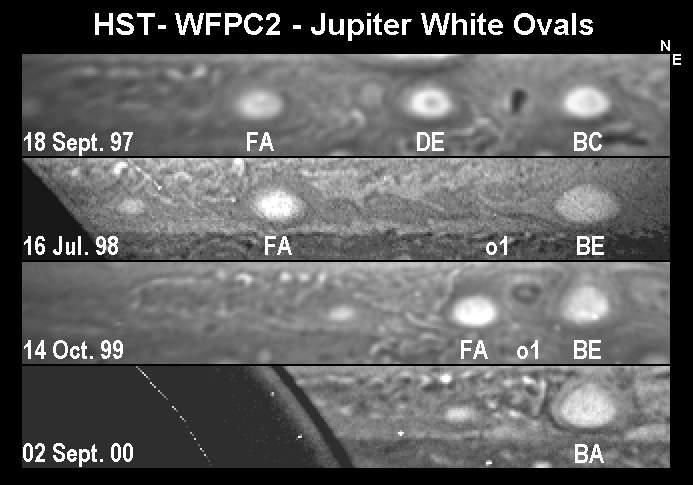
Formation de l'Ovale BA à partir de trois ovales blancs.
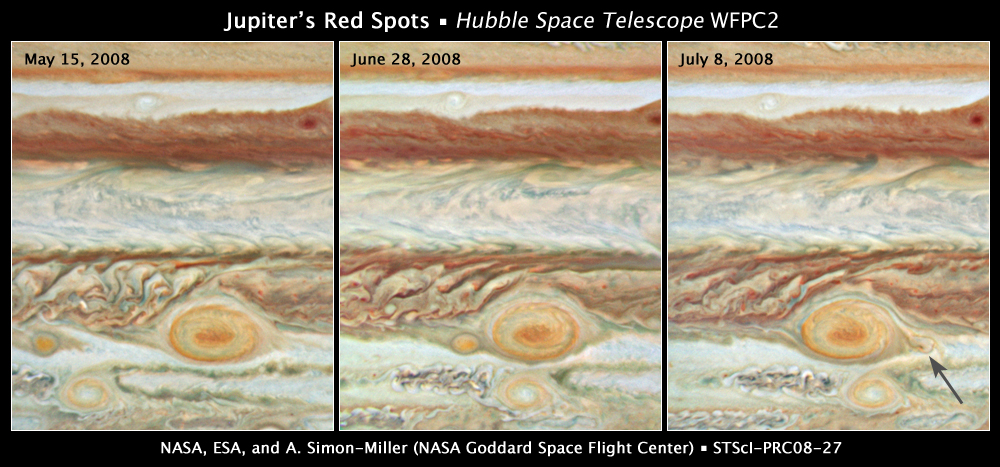
Ovale BA (en bas), Grande tache rouge (en haut) et « Baby Red Spot » (au milieu) en juin 2008.

### Orages et éclairs
Les orages sur Jupiter sont similaires à leurs homologues terrestres. Ils se révèlent via des nuages massifs et brillants d'une taille d'environ 1 000 km, qui apparaissent de temps en temps dans les régions cycloniques des bandes, particulièrement dans les courants-jets qui vont vers l'ouest (rétrograde). En opposition aux vortex, les orages sont des phénomènes de courte durée; les plus forts pouvant survivre quelques mois, bien que leur durée de vie moyenne n'est que de 3–4 jours. Ils sont probablement dus à la convection dans la troposphère de Jupiter. Les orages sont des colonnes convectives qui apportent l'air humide des profondeurs dans la partie haute de la troposphère, où il se condense en nuages. L'extension verticale des orages sur Jupiter est de 100 km ; il s'étendent d'une région où la pression est de 5–7 bar, où la base de l'hypothétique couche de nuages d'eau est censée se trouver, à une région où la pression est de 0,2–0,5 bar.
Les orages sont, sur Jupiter, toujours accompagnés d'éclairs. Les éclairs qui frappent la planète sont plus puissants que ceux qui frappent la Terre. Toutefois, ils sont moins fréquents et leur puissance lumineuse dans une région donnée est similaire à la Terre. Quelques éclairs ont été détectés dans les régions polaires faisant de Jupiter la seconde planète après la Terre à subir des éclairs polaires.
Tous les 15–17 ans, Jupiter connait des orages plus puissants. Ils apparaissent à une latitude de 23°N. Le dernier évènement de ce type fut observé durant la période mars–juin 2007.

### Perturbations
Le modèle normal de « bandes » et de « zones » est parfois perturbé pendant un certain temps. Une des classes de perturbations est l'assombrissement de longue durée de la Zone tropicale sud. La plus longue perturbation de ce type enregistrée a duré de 1901 à 1939, et a été aperçue pour la première fois par Percy Molesworth le 28 février 1901. Elle prend la forme d'un assombrissement sur la zone tropicale sud qui est normalement claire.